# 中国民主建国会山西省委员会
中国民主建国会山西省委员会，简称民建山西省委、山西民建，是中国民主建国会在山西省的地方组织。